# ムハンマド・アブー・アル＝カーシム・アル＝ズワイ
ムハンマド・アブー・アル＝カーシム・アル＝ズワイ（アラビア語: محمد أبو القاسم الزوي、Mohamed Abu Al-Quasim al-Zwai、1952年5月14日 - ）は、リビアの政治家。
カッザーフィー（カダフィ）とは同級生で、1969年のクーデターに参加している。2001年、駐英大使となりロンドンに赴任している 。リビア全人民会議書記（書記長。国会議長に相当する）で名目上、リビアの国家元首であった 。2010年1月、イムバレク・シャメクの後任に選出され全人民会議書記に就任したが、2011年リビア内戦の結果、カダフィ政権は崩壊。2011年9月8日の時点ではカダフィに代わって政権を掌握したリビア国民評議会の管理下にあるとされている。